# San Antonio en Campo Marcio (título cardenalicio)
San Antonio en Campo Marcio es un título cardenalicio de la Iglesia Católica. Fue instituido por el papa Juan Pablo II en 2001.

## Titulares
- José da Cruz Policarpo (21 de febrero de 2001 - 12 de marzo de 2014)
- Manuel José Macário do Nascimento Clemente, (14 de febrero de 2015)